# Instrukcja strukturalna
Instrukcja strukturalna, to instrukcja zdefiniowana w składni określonego języka programowania, zbudowana ze składowych instrukcji prostych i strukturalnych, sterująca przebiegiem realizacji algorytmu. Instrukcja taka budowana jest w kodzie źródłowym w oparciu o nawiasy syntaktyczne.

## Rodzaje instrukcji strukturalnych
Do najczęściej spotykanych instrukcji strukturalnych zalicza się:
- instrukcje złożone
  - blokowa
  - grupująca
  - wiążąca
- instrukcje warunkowe, rozgałęzienia
  - warunkowa
  - wyboru
- instrukcje pętli
  - iteracyjna
  - repetycyjna
  - ogólna
  - nieskończona
  - inne.

## Charakterystyka instrukcji strukturalnych
Instrukcje strukturalne, w odróżnieniu od instrukcji prostych, nie zlecają wykonania pojedynczej, konkretnej akcji, lecz sterują realizacją grupy instrukcji ujętej w logiczną strukturę algorytmu. Instrukcje strukturalne, często również służą do ograniczenia zakresu istnienia, dostępności i przesłaniania pewnych obiektów programu, np. zmiennych.
Instrukcje strukturalne wykształciły się wraz z rozwojem języków programowania wysokiego poziomu, w których kształt ukierunkowany został na zasady programowania strukturalnego.